# San Giuseppe Cafasso
San Giuseppe Cafasso är en kyrkobyggnad i Rom, helgad åt den helige Giuseppe Cafasso. Kyrkan är belägen vid Via Camillo Manfroni i quartiere Tuscolano och tillhör församlingen San Giuseppe Cafasso.
Kyrkan förestås av stiftspräster; tidigare förestods den av Oblati di San Giuseppe, en kongregation, grundad av prästen Giuseppe Marello (1844–1895; helgonförklarad 2001).

## Historia
Kyrkan uppfördes åren 1958–1968 efter ritningar av arkitekterna Mario Paniconi och Giulio Pediconi och konsekrerades den 19 mars 1968. Kyrkan är uppförd i tegel och armerad betong. Fasaden har en relief med påve Paulus VI:s vapen i glaserad vit terrakotta.

## Kommunikationer
- Tunnelbanestation Porta Furba – Roms tunnelbana, linje
- Busshållplats Piazza Cardinali – Roms bussnät, linje 558